# Brisbane International 2014
Il Brisbane International 2014 è stato un torneo professionistico di tennis giocato all'aperto sul cemento. È stata la 6ª edizione dell'evento conosciuto come Brisbane International. Il torneo fa parte dell'ATP World Tour 250 series nell'ambito dell'ATP World Tour 2014 per gli uomini, e per le donne alla categoria Premier del WTA Tour 2014. Sia il torneo maschile che quello femminile si sono svolti nell'impianto Tennyson Tennis Centre di Brisbane, nella regione del Queensland in Australia, dal 29 dicembre 2013 al 5 gennaio 2014.

## Partecipanti ATP

### Teste di serie
| Nazionalità | Giocatore        | Ranking | Testa di serie* |
| ----------- | ---------------- | ------- | --------------- |
| Svizzera    | Roger Federer    | 6       | 1               |
| Giappone    | Kei Nishikori    | 17      | 2               |
| Francia     | Gilles Simon     | 19      | 3               |
| Sudafrica   | Kevin Anderson   | 20      | 4               |
| Bulgaria    | Grigor Dimitrov  | 23      | 5               |
| Austria     | Jürgen Melzer    | 27      | 6               |
| Spagna      | Feliciano López  | 28      | 7               |
| Russia      | Dmitrij Tursunov | 29      | 8               |

* Le teste di serie sono basate sul ranking al 23 dicembre 2013.

### Altri partecipanti
I seguenti giocatori hanno ricevuto una wildcard per il tabellone principale:
- James Duckworth
- Nick Kyrgios
- Samuel Groth

I seguenti giocatori sono passati dalle qualificazioni:

- Thanasi Kokkinakis
- Yūichi Sugita
- Ryan Harrison
- Marius Copil

## Partecipanti WTA

### Teste di serie
| Nazionalità | Giocatrice           | Ranking | Testa di serie* |
| ----------- | -------------------- | ------- | --------------- |
| Stati Uniti | Serena Williams      | 1       | 1               |
| Bielorussia | Viktoryja Azaranka   | 2       | 2               |
| Russia      | Marija Šarapova      | 4       | 3               |
| Serbia      | Jelena Janković      | 8       | 4               |
| Germania    | Angelique Kerber     | 9       | 5               |
| Danimarca   | Caroline Wozniacki   | 10      | 6               |
| Germania    | Sabine Lisicki       | 15      | 7               |
| Spagna      | Carla Suárez Navarro | 17      | 8               |
| Slovacchia  | Dominika Cibulková   | 23      | 9               |

* Le teste di serie sono basate sul ranking al 23 dicembre 2013.

### Altre partecipanti
Le seguenti giocatrici hanno ricevuto una wildcard per il tabellone principale:
- Casey Dellacqua
- Olivia Rogowska

Le seguenti giocatrici sono passate dalle qualificazioni:

- Alla Kudrjavceva
- Heather Watson
- Aleksandra Panova
- Ashleigh Barty

## Punti e montepremi ATP
Il montepremi complessivo è di 452.670 $.
| Torneo    | Torneo              | V      | F      | SF     | QF     | 2T    | 1T    | Q  | Q3  | Q2  | Q1 |
| Singolare | Punti               | 250    | 150    | 90     | 45     | 20    | 0     | 12 | 6   | 0   | 0  |
| Singolare | Premi in denaro ($) | 82.040 | 43.210 | 23.405 | 13.335 | 7.860 | 4.655 | –  | 750 | 360 | –  |
| Doppio    | Punti               | 250    | 150    | 90     | 45     | 0     | –     | –  | –   | –   | –  |
| Doppio    | Premi in denaro ($) | 24.920 | 13.100 | 7.100  | 4.060  | 2.380 | –     | –  | –   | –   | –  |

## Punti e montepremi WTA
Il montepremi complessivo è di 1.000.000 $.
| Torneo    | Torneo              | V       | F       | SF     | QF     | 2T     | 1T    | Q  | Q3    | Q2    | Q1    |
| Singolare | Punti               | 470     | 305     | 185    | 100    | 55     | 1     | 25 | 18    | 13    | 1     |
| Singolare | Premi in denaro ($) | 196.670 | 104.890 | 56.298 | 21.780 | 11.681 | 6.371 | –  | 3.327 | 1.770 | 1.003 |
| Doppio    | Punti               | 470     | 305     | 185    | 100    | 1      | –     | –  | –     | –     | –     |
| Doppio    | Premi in denaro ($) | 44.835  | 23.597  | 12.979 | 6.607  | 3.581  | –     | –  | –     | –     | –     |

## Campioni

### Singolare maschile
Lleyton Hewitt ha sconfitto in finale  Roger Federer per 6-1, 4-6, 6-3.
- È il ventinovesimo titolo in carriera per Hewitt, il primo del 2014.

### Singolare femminile
Serena Williams ha sconfitto in finale  Viktoryja Azaranka per 6-4, 7-5.
- È il cinquantottesimo titolo in carriera per Serena Williams e il primo del 2014.

### Doppio maschile
Mariusz Fyrstenberg /  Daniel Nestor hanno sconfitto in finale  Juan Sebastián Cabal /  Robert Farah per 6(4)–7, 6-4, [10-7].

### Doppio femminile
Alla Kudrjavceva /  Anastasija Rodionova hanno sconfitto in finale  Kristina Mladenovic /  Galina Voskoboeva per 6-3, 6-1.